# Японський націоналізм

Прапор Японії (1870-1999)

Японський націоналізм (япон. 国 粋 主義) — це форма націоналізму, яка стверджує, що японці є монолітною нацією з єдиною незмінною культурою та сприяє культурній єдності японців. Він охоплює широкий спектр ідей, вихованих японським народом протягом останніх двох століть щодо своєї рідної країни, її культурної природи, політичної форми та історичної долі. Корисно розрізняти японський культурний націоналізм (ніхондізрон) від політичного, або державного спрямованого націоналізму (тобто, етатизм Сьови (Хірохіто)), оскільки багато форм культурного націоналізму, наприклад, ті, що пов'язані з фольклористикою (тобто Янаґіта Куніо), не підтримують державно-центричного націоналізму.
У добу Мейдзі в Японії націоналістична ідеологія складалася з поєднання вітчизняних та закордонних політичних філософій, спочатку розроблених урядом Мейдзі для сприяння національній єдності та патріотизму й обороні від колонізації західними державами, а згодом у боротьбі за досягнення рівності з найсильнішими країнами світу того часу. Він розвивався протягом періодів Тайсьо і Сьови, щоб виправдати тоталітарний уряд та експансіонізм, і забезпечив політичну та ідеологічну основу для дій японських військових у роки, що передували Другій світовій війні.
Отже, під японським націоналізмом розуміють:
- етнічний або так званий культурний націоналізм (яп. 民族主義, みんぞくしゅぎ, міндзоку-сюґі), який обґрунтовує унікальність японського етносу;
- політичний націоналізм (яп. 国民主義, こくみんしゅうぎ, кокумін-сюґі), який визначає японців як політичну націю та обґрунтовує її право існування;
- державницький націоналізм або етатизм (яп. 国家主義, こっかしゅぎ, кокка-сюґі), який легітимізує існування японської держави і розглядає останню як досконалу форму організації японської політичної нації.

Інколи до японського націоналізму помилково відносять японський імперіалізм (帝国主義, ていこくしゅぎ, тейкоку-сюґі), який нехтує інтересами японської політичної нації заради побудови багатоетнічної імперії.

## Доби Мейдзі у 1862-1912
Протягом останніх днів сьоґунату Токуґави (або Едо) загроза іноземних посягань, особливо після прибуття офіцера Метью Колбрайта Перрі та підписання Канаґавської угоди, призвела до посилення уваги щодо розвитку націоналістичних ідеологій. Деякі видатні феодали (даймьо) пропагували концепцію фукко (повернення в минуле), інші — осей (верховна влада імператора). Ці терміни не виключали один одного, влившись у концепцію сонно дзьойсонно дзьой (шанування імператора, вигнання варварів), яка, своєю чергою, була основною рушійною силою у добу Мейдзі.
Конституція Мейдзі 1889 року визначає вірність державі як вищий обов'язок громадянина. Хоча сама конституція містила поєднання політичних західних практик та традиційних японських політичних ідей, урядова філософія все більше зосереджувалась на сприянні соціальній гармонії та відчуттю унікальності японського народу (кокутай).

### Основи економічного зростання
Надзвичайна нерівність економічної та військової могутності між Японією та західними колоніальними державами була великою причиною для занепокоєння раннім керівництвом Мейдзі. Девіз Фукоку кьохей (збагачувати країну та зміцнювати військові сили) символізував націоналістичну політику періоду Мейдзі щодо надання державної підтримки для зміцнення стратегічних галузей. Лише при потужній економічній базі Японія могла дозволити собі побудувати потужні сучасні військові сили на західний зразок, і лише завдяки сильній економіці та військовим силам Японія могла змусити переглянути перегляд нерівних договорів, наприклад Канаґавської угоди. Урядова політика також заклала основу пізніших імперій промисловців, відомих як зайбацу.

### Бусідо (武士道)
Як залишок його широкого використання в пропаганді протягом XIX століття, військовий націоналізм в Японії часто називали бусідо (шлях самураїв). Слово, що позначає цілісний кодекс вірувань і вчень про правильний шлях самураїв, або те, що загалом називають «думкою воїна» (武家思 想, buke shisō), рідко зустрічається в японських текстах до епохи Мейдзі, коли 11 томів «Хагакуре» Ямамото Цунетоми, складені в роки з 1710 по 1716, були опубліковані.
Створена протягом довгого часу вдома керівництва про війну і войовничості, вона отримала деяку офіційну підтримку зі створенням Бакуфу, яка прагнула перенести ідеологічну ортодоксальність з неоконфуціанства Чжу Сі для адаптованих військових ешелонів, які лягли в основі нового уряду сьогунів. Важливу роль на початку в навчанні нового війська зіграв Ямага Сьоко. Після скасування феодальної системи нові військові установи Японії формувались за європейським зразком, із західними викладачами, а самі кодекси складали за типовими моделями, адаптованими з-за кордону. Бездоганна поведінка, з точки зору міжнародних критеріїв, демонструється японськими воєнними перемогами в російсько-японській війні та була доказом того, що в Японії нарешті з'явилася сучасна армія, навчання якої, техніка та бойовий етикет мало чим відрізнялися від тих, що панували серед західних імперських держав.
Імперський рескрипт для матросів і солдатів (1890) представив Японію як «священну націїю під захистом богів». Тенденція традиційних цінностей воїнів ніколи не зникала повністю, й коли Японія ковзала до циклу повторюваних криз від середини Тайсьо до ранніх епох Сьови, старі самурайські ідеали почали набувати значення серед більш політизованих офіцерів в Імператорській японській армії. Садао Аракі зіграв важливу роль в адаптації доктрини сейшин кіоку (духовного навчання) як ідеологічної основи для військовослужбовців. Бувши міністром освіти, він підтримав інтеграцію самурайського кодексу в національну систему освіти.

### Роль синтоїзму
Основна стаття: Державний синтоїзм
Розробляючи сучасні концепції державного синтоїзму (国家神道, кокка-сінтō) та поклоніння імператорам, різні японські філософи намагалися відродити або очистити національні вірування (кокугаку), вилучаючи імпортні іноземні ідеї, запозичені насамперед із китайської філософії. Цей «реставраційний синтоїстський рух» розпочався Мотоорі Норінаґою у 18 столітті. Мотоорі Норінаґа, а пізніше Хірата Ацутане, засновували свої дослідження на Кодзікі (збірка міфів та легенд) та інших класичних текстах Сінтō, які вчать про перевагу Богині Сонця Аматерасу. Це лягло в основу державного синтоїзму, як Японський імператор претендував на пряме сходження з Аматерасу. Тому сам імператор був священним, і всі проголошення імператора мали, таким чином, релігійне значення.
Після реставрації Мейдзі новому імперському уряду потрібно було швидко модернізувати політику та економіку Японії, й олігархія Мейдзі вважала, що ці цілі можуть бути досягнуті лише завдяки сильному почуттю національної єдності та культурної ідентичності, а державний синтоїзм вважався основною противагою до імпортованого буддизму минулого, християнства та інших західних філософій сьогодення.
У 1890 р. було видано Імператорський рескрипт про освіту, й студенти повинні були ритуально читати присягу «мужньо запропонувати себе державі», а також захистити імператорську сім'ю. Практика поклоніння імператору отримала подальше поширення, розповсюджуючи імператорські портрети для езотеричного шанування. Всі ці практики, що застосовуються для зміцнення національної солідарності через патріотичне централізоване дотримання святинь, надають довоєнному японському націоналізму відтінок містицизму та культурної замкнутості.
Філософія Ґакко іччю (八紘一宇) стала популярною під час Другої китайсько-японської війни. Це стало сприйматися мілітаристами як вчення про те, що імператор був центром феноменального світу, надаючи релігійний поштовх ідеям японської територіальної експансії.

### Освіта
Основна стаття: Освіта в Японській Імперії
Основний освітній акцент періоду Мейдзі робився на великому значенні традиційних національних політичних цінностей, релігії та моралі. Імператорський Рескрипт про освіту 1890 р. сприяв поверненню до традиційних конфуціанських цінностей в ієрархічному характері людських відносин, причому держава вища за особу, а імператор — за державу. Японська держава організаційно модернізувалась, але зберегла свої національні особливості. Позиція, посилена з 1905 р., полягала в тому, що Японія повинна бути могутньою державою, рівною західним державам. У період Сьови освітню систему використовували для підтримки мілітаризованої держави та підготовки майбутніх солдатів.
Уряд видавав офіційні підручники для всіх рівнів студентів і посилював їх завдяки культурним заходам, семінарам тощо. Акцент на таких текстах, як «Кокутай-но-шуґі» в школах, мав на меті підкреслити «унікальність Японії» з давніх століть. Ці культурні курси були доповнені військовими курсами та курсами виживання проти іноземного вторгнення.
Окрім індоктринації в націоналізмі та релігії, діти та учні школи отримували військові навички (виживання, перша допомога). Вони були продовжені Імператорською федерацією молоді; студенти коледжів готувались, а деякі набирались для оборони та резерву військових частин. Молоді жінки пройшли навчання з надання першої медичної допомоги. Всі ці дії, як зазначалося, були вжиті для забезпечення безпеки Японії та захисту від великих і небезпечних країн.

## Національна політика

### Походження націоналістичних структур та партій
Основна стаття: Японська імперія
У 1882 р. Уряд Японії організував Тейсейто (Імперська губернаторська партія, або Конституційно-монархічна партія) — одну з перших націоналістичних партій у країні. Починаючи з російсько-японської війни, Японія прийняла прізвисько «Японська імперія» («Дай Ніппон Тейкоку»), придбавши колоніальну імперію, з придбанням Рюкю (1879), Формозі (Тайвань) (1895), півострова Ляодун і Карафуто (1905), острови, отримані завдяки Південнотихокенаському мандату, (1918–1919) та Чосон (Корея) (1905–10).
Війни проти Китаю та Росії були сучасними війнами та вимагали націоналістичного вираження патріотичних настроїв. З цього періоду святилище Ясукуні (заснована в 1869 р.) було перетворене у фокус націоналістичних настроїв і отримувало державний патронат до кінця Другої світової війни. Ясукуні був присвячений тим японцям та неяпонцям, які втратили життя, слугуючи Японії, й включає всі смерті на війні внаслідок внутрішніх та закордонних конфліктів у 1869–1945 роках (і жодного з конфліктів після 1945 року), а також цивільних осіб (жінок та студентів) та цивільне управління в колоніях та окупованих територіях.
У період між 1926 і 1928 рр. Центральний уряд організував «Департамент збереження миру» (секція протидії диверсії) й притягнув до кримінальної відповідальності всіх місцевих комуністів, що фінансуються Радянською Союзом, які пропонували соціалістичну форму правління. Японська армія організувала Кемпейтай (службу військової поліції). Інакомислення контролювалося за допомогою політичних репресій, а Закон про збереження миру дозволяв міліції обмежувати свободу слова та свободу зібрань.
З 1925 по 1935 рік Ніппон Шимбун (日本 新聞) пропагував націоналістичну ідеологію і прагнув вплинути на політичний ландшафт Японії. Попри відносно невеликий загальний тираж, він мав широку аудиторію серед правих політиків і виступав за концепцію божественного права імператора, енергійно атакуючи «теорію імператорських органів» Тацукічі Мінобе.

### Реалії політичної влади

Прапор Імперського флоту Японії. У країнах Східної Азії та США вважається одним із символів японського націоналізму та імперіалізму.

З часу реставрації Мейдзі центральною фігурою держави був імператор. Згідно з конституцією, імператор був главою держави (стаття 4) та верховним головнокомандувачем армії та флоту (стаття 11). З 1937 року імператор Сьова також був командувачем Імператорського Генерального штабу. Громадяни Японії були об'єднані в «Оборонну Державу» або «Державу Консенсусу», в якій нація підтримувала колективні цілі, ґрунтиуючись на міфах, історії та догмах — таким чином отримуючи «національний консенсус». Демократичні інститути були встановлені в 1890 р. з оприлюдненням конституції набували легітимності до 1920-х рр.
Побоювання з приводу того, що безвідповідальні політичні партії можуть мати занадто великий вплив на життєво важливі військові справи, запровадило правило, згідно з яким лише армія повинна призначити міністра армії в цивільному уряді. Це дозволило армії фактично накласти вето на цивільні уряди, маючи повноваження відмовити у висуненні кандидата. Ця політика була запроваджена в законі в 1900 р., але скасована в 1913 р. повторно запроваджена в 1936 р., зміцнюючи військовий вплив на уряд після цього часу.
Політична система Японії була зруйнована військовими протягом 1930-х років через неодноразові спроби державних переворотів та незалежних втручань мілітаристів. Вторгнення в Маньчжурію, коли армія Японії напала внаслідок фіктивного інциденту, було здійснено без вказівки уряду Токіо. Це засвідчило безсилля цивільного уряду мати якийсь вплив на бажання армії. Уряди стають дедалі пасивнішими, дозволяючи владі та керівництву держави занепадати. Роль імператора залишалася надзвичайно престижною, й різні фракції змагалися за їхню інтерпретацію того, що «справді» хотів імператор.

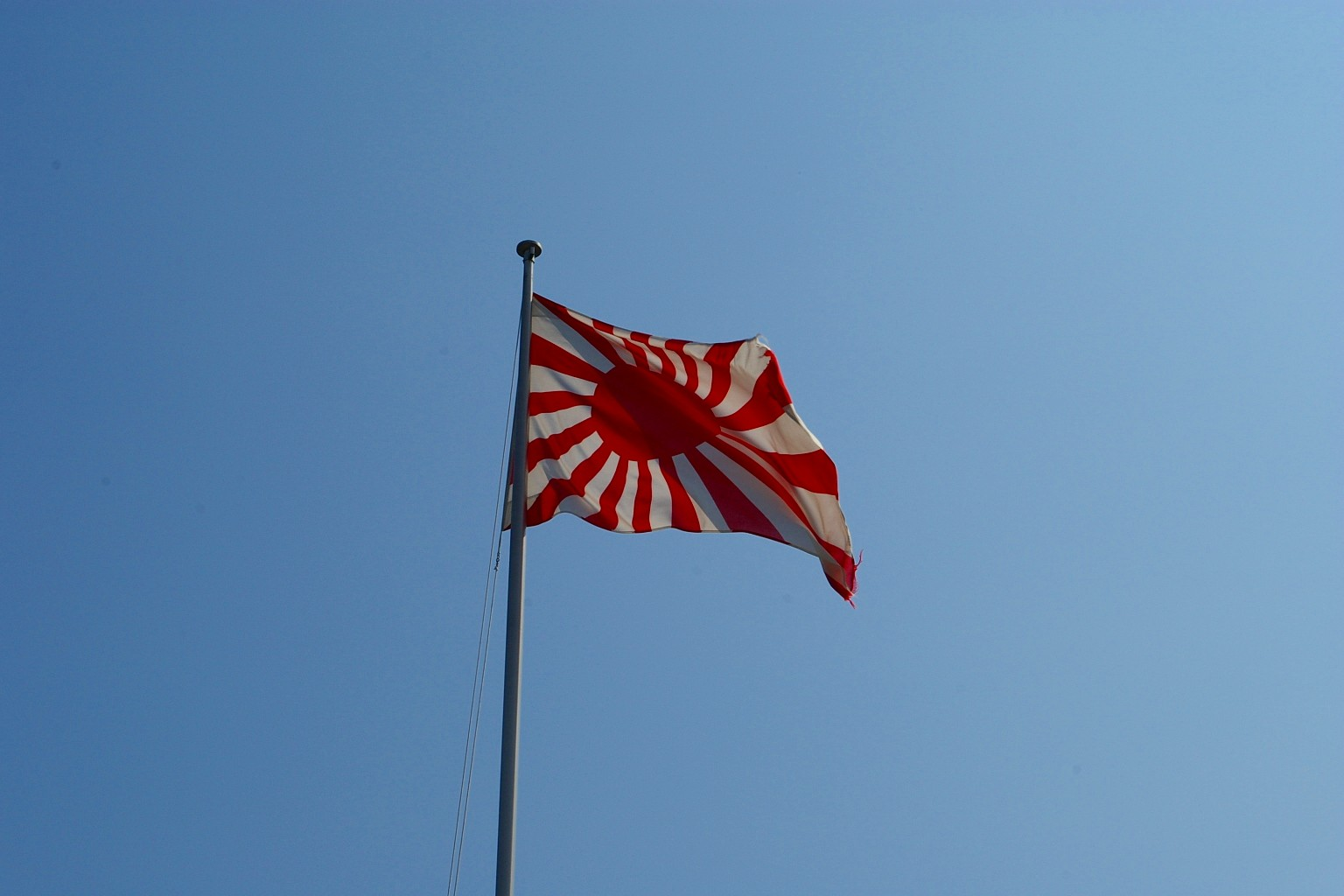
Військово-морський прапор дредноута Мікаса

Після війни посилився контроль за роллю імператора у війні та мілітаризмі. Для багатьох істориків, таких як Акіри Фудзівари, Акіри Ямади, Пітера Вецлера, Герберта Бікса та Джона Дауера, генерала Дугласа Макартура та Головного управління окупаційними військами (ГУОВ) протягом перших місяців окупації Японії щодо звільнення Хірохіто та всієї імперської родини від кримінального переслідування на Токійському трибуналі було важливою роботою зменшити роль, яку зіграв імператор під час війни. Вони стверджують, що повоєнний погляд був зосереджений на імперських конференціях і пропустив численні зустрічі «за завісою хризантем», де реальні рішення приймалися між імператором Сьовою, його керівниками штаб-квартири та кабінетом. Для Фудзівари «теза про те, що імператор не міг скасувати рішення уряду, є міфом, сфабрикованим після війни».

### Політичні ідеї
Протягом 1920-х років праві націоналістичні переконання ставали дедалі панівними. Державна підтримка синтоїзму стимулювала віру в міфологічну історію Японії й, таким чином, призвела до культурного шовінізму. Деякі таємні товариства прийняли ультранаціоналізм і радикальні ідеї, орієнтовані на Японію. До них належали: Ґенюша (Товариство Чорного океану, 1881), Кокурю-кай (Товариство річки Амур, або Товариство Чорного Дракона, 1901), рухи, присвячені експансії японських заморських країн на північ; Ніхон Кокусуй Кай (Японське патріотичне товариство, 1919), засноване Токонаме Такеджірою; Секка Бошидан (Анти-Червона ліга), заснована одночасно з Японською комуністичною партією; та Кокухонша (Державне товариство основ), засноване в 1924 році Бароном Хіранумою, для збереження унікального національного характеру Японії та її особливої місії в Азії.
Деякі націоналістичні ідеї можна віднести до ідеолога Іккі Кіта (1885–1937), члена Товариства річки Амур. У своїй книзі «Контурний план реорганізації Японії» 1919 року Кіта запропонував військовий переворот для сприяння передбачуваним справжнім цілям Відновлення Мейдзі. Цю книгу заборонили, але на початку 30-х років її використовували певні військові кола. План Кіта був сформульований з точки зору звільнення Імператора від слабких або зрадницьких радників. Призупинивши дію конституції та розпустивши парламент, імператор та його військові захисники повинні працювати над «прямим колективістським волюнтаризмом» для об'єднання людей та лідерів. Гармонія з робочими класами досяглася б скасуванням аристократії та жорсткою економією для Імператорського дому. За кордоном Японія звільнила б Азію від західного впливу. Пізніше товариство річки Амур сприяло інциденту з Маньчжурією.

### Політичні націоналістичні рухи
Японський флот загалом був більш традиціоналістичним, захищаючи античні цінності та сакральну природу Імператора; японська армія цінувала насамперед сильне керівництво, про що свідчить використання перевороту та прямих дій. ВМС, як правило, віддавали перевагу політичним методам. Зрештою, армія була засобом для гіпернаціоналістів, антикомуністів, антикапіталістів, антипарламентарів та націоналістично-мілітаристських ідеалів.
Військові вважались політично «чистими» з точки зору політичної корупції, додатково несучи відповідальність за «відновлення» безпеки нації. Збройні сили сприйняли критику традиційних демократичних партій та регулярного уряду з багатьох причин (низькі кошти для збройних сил, загроза національній безпеці, слабкість керівників). Вони також добре усвідомлювали наслідки економічної депресії для середнього та нижчого класів і комуністичну загрозу.
Обидві гілки здобули владу завдяки управлінню зовнішніми провінціями та військовому вишколу.

### Націоналістичні праві у 20-х роках
Іншими націоналістичними правими групами в 1920-ті роки були в Дзімму Кай (група імператора Дзімму — першого імператора Японії), Тенкето Кай, Кецумейдан (кров’яне братство) і Сакура Кай (група сакури). Останнє заснував професор Академії колонізації, Сюмей Акава, радикальний захисник експансіонізму та військової збройної революції в Японії. Серед членів були офіцери армії, причетні до справи Маньчжурії: Кінгоро Хасімото та Ісікава Канісі. Окава служив каналом, за допомогою якого ідеї Кіта Іккі дійшли до молодих правих націоналістичних офіцерів.
Відбулися жорстокі перевороти й армія Квантуна прийняла, фактично в односторонньому порядку, рішення про вторгнення в Маньчжурію. Потім це трактувалось як здійснений факт урядом та імператором.

### Доктрини
Доктрина Амау («азійська доктрина Монро») заявило, що Японія взяла на себе повну відповідальність за збереження миру в Азії. Міністр Кокі Хірота проголосив «особливу зону, антикомуністичну, прояпонську та проманьчжурську», а також те, що Північний Китай є «фундаментальною частиною» національного існування Японії, оголосивши «священну війну» проти Радянського Союзу та Китаю як «національну місію».

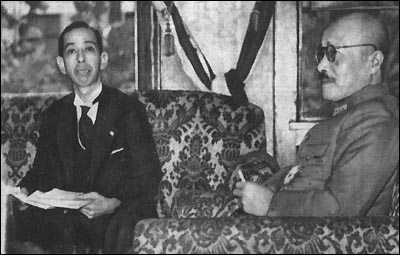
Тодзьо Хідекі (справа) та Кісі Нобусуке, жовтень 1943 року

Протягом 1940 року принц Коное проголосив Сінтайсей (Нова національна структура), зробивши Японію «передовою державою національної оборони», і створив Тайсей Йокусанкай (Асоціація допомоги імператорській владі) для організації централізованої «держави консенсусу». Пов’язнами з цим є урядові організації Тонарігумі (комітети громадян). Іншими ідеологічними творами того часу були книга «Шінмін но Міті» (臣民 の 道), «Імперський шлях» або «Військова партія» (Кодоха), армійська партія, «дух Ямато» (Ямато-дамаші) та ідея з хакко іччю (що безпосередньо перекладається як «8 кутів під одним дахом», це означає, «один будинок, в якому може жити кожен народ», або «кожен є членом родини»), «Релігія та урядова єдність» (Сайсей іччі) та Кокка Содоін Хо (Загальне право мобілізації).
Офіційні навчальні тексти включали Кокутай но Хонгі та Сінмін но Міті. Обидва представили погляд на історію Японії та японський ідеал для об’єднання Сходу та Заходу.

### Геостратегія
Економічні доктрини «Ієнського блоку» були перетворені в 1941 році на план «Сфери спільного процвітання Великої Азії» як основу для японських національних фінансів і планів завоювання. За цими кроками існувала історія, може, два десятиліття.
Японські теоретики, такі як Санесіге Комакі, зацікавлені в материковій Азії, знали геостратегічну теорію Гелфора Маккіндера, виражену в книзі демократичних ідей і реальності. Він обговорив, чому «Світовий острів» Євразії та Африки є панівним, і чому ключовим фактором цього є «Центральна земля» в Центральній Азії. Він захищений від морської атаки, пустель і гір, і вразливий лише на західній стороні передовим технологіям Європи.

Велика східноазійська сфера співпроцвітання в повному обсязі

Макіндер заявив, що: «Хто править Східною Європою командує Центральною землею; хто править Центральною землею, той командує Світовим островом; хто править Світовим островом, той командує Світом». Ці центральні азійські землі включали: весь Радянський Союз, крім узбережжя Тихого океану, на захід від річки Волги; Монголія, Сіньцзян, Тибет та Іран. Ця зона величезна і має природні ресурси та сировину, не має великих сільськогосподарських можливостей і має дуже мало населення. Макіндер думав з точки зору сухопутної та морської енергії: останні можуть обійти перші та здійснювати віддалені логістичні операції, але потребують належних баз.
Ці геополітичні ідеї збіглися з теоріями підполковника Канджі Ісівари, надісланого в 1928 році до Маньчжурії для шпигунства. Армія прийняла їх у формі групи «Ударна північ». Натомість флот був зацікавлений у південному напрямку експансії. Розгорнулися розширені дебати, врешті-решт вирішені суворим досвідом збройних конфліктів Японії з Радянським Союзом у 1938-39 рр. Це перевело рівновагу до плану «Південь» і нападу на Перл-Харбор, який спричинив Тихоокеанську війну в 1941 році.

### Інші ідеологічні лінії
Дослідження Групи Сьова — ще один «мозковий центр» для лідерів майбутньої радикальної тоталітарної Японії, на чолі з графом Йоріасою Аріма. Він був прихильником радикальних політичних експериментів. Він читав праці Карла Маркса й Макса Штирнера та інших філософів. Разом із Фумімаро Коное та Фузаносуке Кухарою вони створили революційну радикально-праву політику.
Пізніше ці революційні угрупування отримали допомогу від кількох важливих осіб, втіливши в життя деякі певні ідеї націоналістично-мілітаристської політики, практичною роботою в Маньчжурії. Вони включали генерала Хідекі Тодзьо, начальника Кемпейтай і лідера Квантунської армії, Йосуке Мацуока, який обіймав посаду президента залізничної компанії Південної Маньчжурії та міністра закордонних справ і Наокі Хосіно, армійського ідеолога, який організував урядову та політичну структуру окупованої Маньчжурії. Пізніше Тоджо став міністром війни та прем'єр-міністром у кабінеті міністрів Коное, Мацуока — міністром закордонних справ та керівником департаментів проекту Хошіно, якому доручено створити нову економічну структуру для Японії. Деякі представники промисловості підтримали цю ідеологію, наприклад Ічізо Кобаясі, президент Tokio Gasu Denki, що встановлював структуру міністерства промисловості та торгівлі, та Судзо Мурата, що представляв групу Сумітомо, який стає міністром зв'язку.
Іншими створеними групами були Асоціація допомоги трону. В обох брав участь полковник Кінгоро Хасімото, який запропонував націоналістичну однопартійну диктатуру в поєднанні з державною економікою. Військові мали сильну підтримку заможних власників основних галузей промисловості, але існували також певні соціал-націоналістичні настрої з боку радикальних офіцерів.
Святкування «Дня Нової Азії» мало згадати священну місію поширення впливу на сусідні азійські держави.
Японський уряд, можливо, наслідуючи німецький приклад державного синдикату «Робочий фронт», врешті-решт організував Товариство обслуговування націй, щоб об'єднати всі профспілки в країні. Усі синдикати «Японської федерації робітників» були інтегровані до цього контролювального органу.

### Контроль ЗМІ
Пресою та іншими засобами комунікації керував Департамент інформації Міністерства внутрішніх справ. Радіо Токіо мусило розповсюдити всю офіційну інформацію по всьому світу. Радіо передавалося англійською, голландською, трьома китайськими діалектами, малайською, тайською, а також японською мовами до Південно-Східної Азії; а в ісламському світі були програми, які транслювались хінді, бірманською, арабською, англійською та французькою мовами. На Гаваях існували радіопрограми англійською та японською мовами. Інші щоденні передачі йшли до Європи, Південної та Центральної Америки, східних районів Південної Америки та США, причому трансляції також отримували Австралія та Нова Зеландія.
Офіційне пресагентство Домей Цушин було пов'язане з пресагенціями держав Осі, такими як DNB, Transoceanic, італійським агентством Stefani та іншими. Місцеві та маньчжурські газети, як-от «Маньчжурські щоденні новини» (належали Японії), були під контролем цих установ і публікували лише офіційно затверджені повідомлення та інформацію.

## Націоналістична символіка

### Сірагіку (хризантема)

Емблема імператора Японії

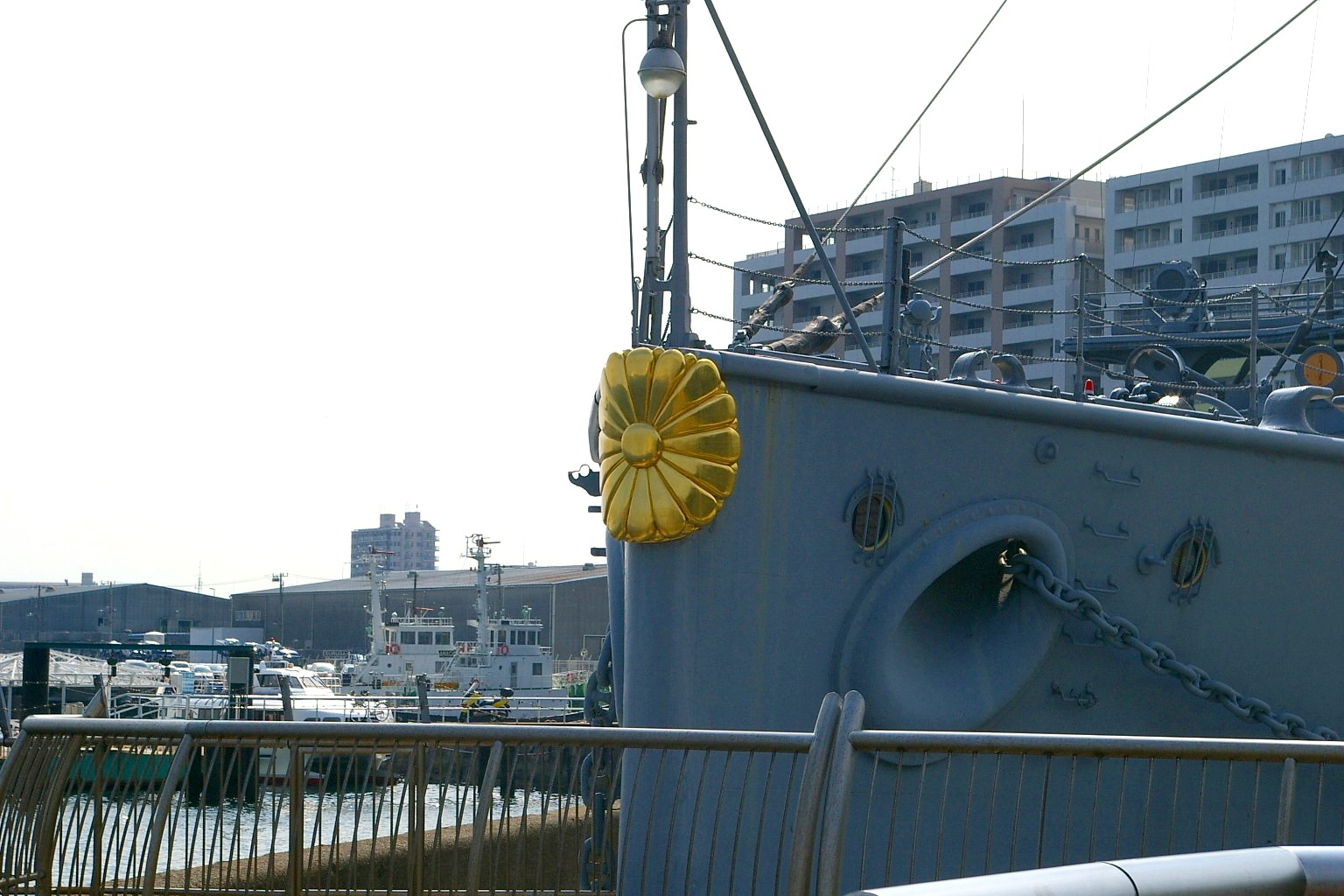
Ніс військового корабля Мікаса

Сірагіку (букв. «біла хризантема») або квітка хризантеми часто використовується як імперський символ. Це натякає на хризантемний трон, традиційне місце японських імператорів.

### Банзай
Традиційним привітанням імператора та інших високопоставлених осіб або спеціальних вшанувань пам’яті був Тенно Хейка Банзай (天皇 陛下 万 歳 або 萬歲, «хай живе імператор») або скорочена форма Банзай.
Останній термін, що означає «десять тисяч років», є виразом китайського походження (万 歳), прийнятого японцями в період Мейдзі. У своєму початковому розумінні він покликаний представляти невизначено тривалий час і використовується для побажання довгого життя людині, державі чи проєкту. Як прийняли японці, спочатку він просто використовувався в цьому сенсі, щоб побажати довгого життя імператору (і, як наслідок, японській державі). У міру того, як 2 світова війна набирала масштабів, вона стала типовим японським військовим криком або криком перемоги та використовувалася для заохочення імперських військ у бою.

### Інші націоналістичні символи
- Прапор Японії;
- Прапор сонця, що сходить;
- Прапор удачі (підписаний військовий прапор);
- П'ятибальний зірковий значок (символ Імператорської японської армії);
- Значок цвітіння сакури (з якорем або без нього) (символ Імператорського флоту Японії);
- Наголів’я Хатімакі;
- Сеннінбарі («Пояс на тисячу стібків»);
- Кімігайо (влада Його Імператорської Величності);
- Храм Ясукуні.

## Повоєнний розвиток
У лютому 1946 року перед генералом Дугласом Макартуром було поставлено завдання розробити типову конституцію, яка б послужила вказівником для японського народу. Намір США полягав у тому, щоб забезпечити викорінення джерел японського мілітаризму шляхом фундаментальних реформ японського уряду, суспільства та економічної структури. Мабуть, найбільш тривалим наслідком цієї конституції є стаття 9:
«Щиро прагнучи до міжнародного миру, заснованого на справедливості та порядку, японський народ назавжди відмовляється від війни як суверенного права нації та загрози чи використання сили як засобу врегулювання міжнародних суперечок. Для досягнення мети попереднього пункту, сухопутні, морські та повітряні сили, а також інші військові можливості не будуть утримуватись. Право на войовничі настрої держави не буде визнано».
З відмовою від війни та військової могутності Японія звернулася до США щодо безпеки. З початком «Холодної війни» Сполучені Штати розвивали тісніші стосунки з Японією через стратегічне розташування останньої щодо СРСР. Японія стала, як заявив прем'єр-міністр Японії Ясухіро Накасоне, «непотопним авіаносцем» для США. Виходячи з цих тісних стосунків із США, Японія сподівалася, що з часом їх країна стане «третьою ланкою в трикутнику за участю двох наддержав». У сімдесятих роках відбулося прийняття Японією трьох основних положень, які мали на меті визначити й направити японський інтернаціоналізм, що стосується необхідності японських ініціатив у сприянні ліберальному інтернаціоналізму. Японський економічний прогрес після Другої світової війни підірвав привабливість довоєнного мілітаристського націоналізму, показавши, що шлях до процвітання можливий без колоній.

## Націоналістичні праві групи
У 1996 році Національне агентство поліції підрахувало, що в Японії налічується понад 1000 екстремістських правих угруповань, які загалом мають близько 100 000 членів. Ці групи відомі в японській мові як Уйоку Дантаї. Хоча між групами існують політичні розбіжності, вони, як правило, мають антиліву ідеологію, ворожі до Китайської Народної Республіки, Північної Кореї та Південної Кореї та виправдовують роль Японії у Другій світовій війні. Групи Уйоку Дантаї добре відомі своїми добре помітними пропагандистськими транспортними засобами, обладнаними динаміками та помітно позначеними назвою групи та пропагандистськими гаслами. На транспортних засобах звучать патріотичні пісні чи пісні воєнного часу.
Активісти, пов’язані з такими групами, використовували коктейлі Молотова та бомби сповільненої дії для залякування поміркованих політиків та громадських діячів, зокрема колишнього заступника міністра закордонних справ Хітосі Танаки та голови Fuji Xerox Йотаро Кобаясі. Ексчлен правої групи підпалив будинок політика Ліберально-демократичної партії Коїчі Като. Коїчі Като і Йотаро Кобаясі виступили проти відвідувань Коїдзумі до святилища Ясукуні.
Відкрито ревізіоністське угруповання, Ніппон Каїджі, вважається «найбільшою правою організацією в Японії».

## Націоналістичні праві політичні партії
- Велика японська патріотична партія[en] (1951 — сьогодні);
- Ліберально-демократична партія Японії (1955 — по теперішній час);
- Націонал-соціалістична японська робітнича партія[en] (1982 — по теперішній час);
- Японська партія нації[en] (1988 — по теперішній час);
- Ishin Seitō Shimpū (1995 — сьогодні);
- Партія Сходу Сонця[en] (2010—2012);
- Партія японського відродження[en](2012—2014);
- Японська інноваційна партія[en] (2014—2016);
- Партія японської кокоро (2014—2018);
- Ніппон Ішин но Кай (2015 — досі);
- Перша партія Японії (2016 — досі);
- Kibō no Tō (2017 — досі).

## Інші історичні посилання

### Азійська та Тихоокеанська політика
- Shaw, B. Earl, article «United States Pacific Defense» in Van Valkenburg, Samuel Book America at War Prentice-Hall, (1942).
- Weigerth, W. Hans. «Haushofer and the Pacific», Foreign Affairs, XX (1942), P.732-742.
- Mackinder, J. Halford, Democratic Ideals and Reality, New York, Holt, (1942).
- Bowman, Isaiah. The New World, Yonker-on-Hudson, World Book, (1928), 4th Ed

### Офіційні видання про Японське та Маньчжурське правління
- Imperial Japanese Government Railways, Official guides to Eastern Asia, I, Manchuria and Chosen, Tokio, 1913 and later years.
- South Manchurian Railway Company Ed, 1929. - Progress in Manchuria (Report), 1907–28
- Manchurian Year Books (various editions)
- Far East Yearbooks (from 1941)
- Review of Contemporary Manchuria (since 1937)
- Review of Contemporary Manchuria, 1939. Official Publications of Manchukuo Government.
- Manchuria Annals, Vol.,1933-39. Official Publications of Manchukuo Government.
- Hayashide, Kenjiro, Epochal journey to Nippon. Official Publications of Manchukuo Government.
- Japan Yearbook, Tokio, (since 1941)
- Tokio Nichi-Nichi, Osaka Mainichi (newspapers), English language supplements (from the 1930s)
- The newspapers Nippon Dempo and Tenshin Nichi-Nichi Shimbun, Review Bungei Shunju
- Voice of the People of Manchukuo. Manchoukuoan Government edition.
- Japan-Manchukuo Yearbook (1940s)
- Governments-General of Taiwan, Chosen and Karafuto, Official Annual Reports on administration of these Provinces (1924–1926 and other years).
- Mitsubishi Economics Research Bureau. «Japanese Trade and Industry, Present and Future», Mcmillan, London (1936)
- Reviews and other publications of Kokusai Bunka Shinkokai (International Cultural Relations Society), Tokyo (1930s/40s).
- Publications of Kan-Ichi Uchida, Tokyo, Kobunsha Co. (same period)

## Зовнішні посилання
- Japan's New Nationalists
- The Rise of Japan's Neo-Nationalists: What It Means to the United States
- Media Intimidation in Japan, A Close Encounter with Hard Japanese Nationalism [Архівовано 31 серпня 2005 у Wayback Machine.]
- «I'm Here Alive»: History, Testimony, and the Japanese Controversy over «Comfort Women»
- Japanese nationalism Link Index [Архівовано 24 лютого 2021 у Wayback Machine.]
- University research study about Japanese nationalism [Архівовано 8 березня 2021 у Wayback Machine.]
- Rising Japanese nationalism? [Архівовано 5 липня 2008 у Wayback Machine.]
- Japan's Nationalism Risks its Power Position in East Asia
- Yasukuni Shrine, Japanese Nationalism, and the Constitution